# 伊藤好道
伊藤 好道（いとう こうどう、1901年12月5日 - 1956年12月10日）は、日本の政治家。左派社会党の衆議院議員（3期）。

## 来歴・人物
愛知県西加茂郡根川村（現・豊田市長興寺）に生まれる。1914年（大正3年）、挙母第二尋常小学校（現・豊田市立根川小学校）卒業。1919年（大正8年）、明治中学校卒業（現・明治大学付属明治高等学校・中学校）。第一高等学校、東京帝国大学法学部に学び、新人会に参加。1925年（大正14年）に大学を卒業し、中外商業新報社（日本経済新聞の前身）に就職。またこの年、同郷の伊藤よし子と結婚。中外商業新報では『中外財界』編集主任・論説委員・経済部次長などを歴任、社会思想社の編集同人にも名を連ねた。また東京帝国大学経済学部に学士入学し、1928年（昭和3年）に卒業している。
1937年（昭和12年）、人民戦線事件で検挙、中外商業新報を退社の後1939年（昭和14年）に満鉄調査部嘱託となり戦時中の糊口を凌ぐ。
戦後、鈴木茂三郎を中心として社会主義政治経済研究所が作られると理事に就任し、その縁から1945年（昭和20年）、日本社会党に入党。二度の衆院選落選を経て1951年（昭和26年）に社会主義協会の結成に参加、社会党が左右に分裂すると左派社会党綱領の策定に向坂逸郎・稲村順三と共に関わる。
1952年（昭和27年）の総選挙に左派社会党公認で初当選、以来当選3回を数える。この間左派社会党中央執行委員・政策審議会副会長を歴任、1955年（昭和30年）10月に社会党再統一に際して綱領（統一社会党綱領）を執筆、社会主義協会系党員の激しい反対にあう。統一後は党政策審議会長に就任。
1956年（昭和31年）12月10日、糖尿病と脳出血症を併発し東京大学医学部附属病院で死去した。55歳没。追悼演説は同月12日、衆議院本会議で小林錡により行われた。
一説に、統一社会党綱領に反対する山川、向坂らの批判に対して裏切り者的心境になり、過度の飲酒で体調を損ねたという。後任の政審会長には和田博雄が内定した。旧愛知4区の地盤は妻の伊藤よし子が引き継ぎ、2期務めた。

## 衆議院議員総選挙の結果
| 執行日        | 選挙   | 所属党派   | 当落 |
| ------------- | ------ | ---------- | ---- |
| 1947年4月25日 | 第23回 | 日本社会党 | 落   |
| 1949年1月23日 | 第24回 | 日本社会党 | 落   |
| 1952年10月1日 | 第25回 | 左派社会党 | 当   |
| 1953年4月19日 | 第26回 | 左派社会党 | 当   |
| 1955年2月27日 | 第27回 | 左派社会党 | 当   |